# 沃羅諾夫斯科耶湖
58°45′11″N 28°56′55″E / 58.75306°N 28.94861°E

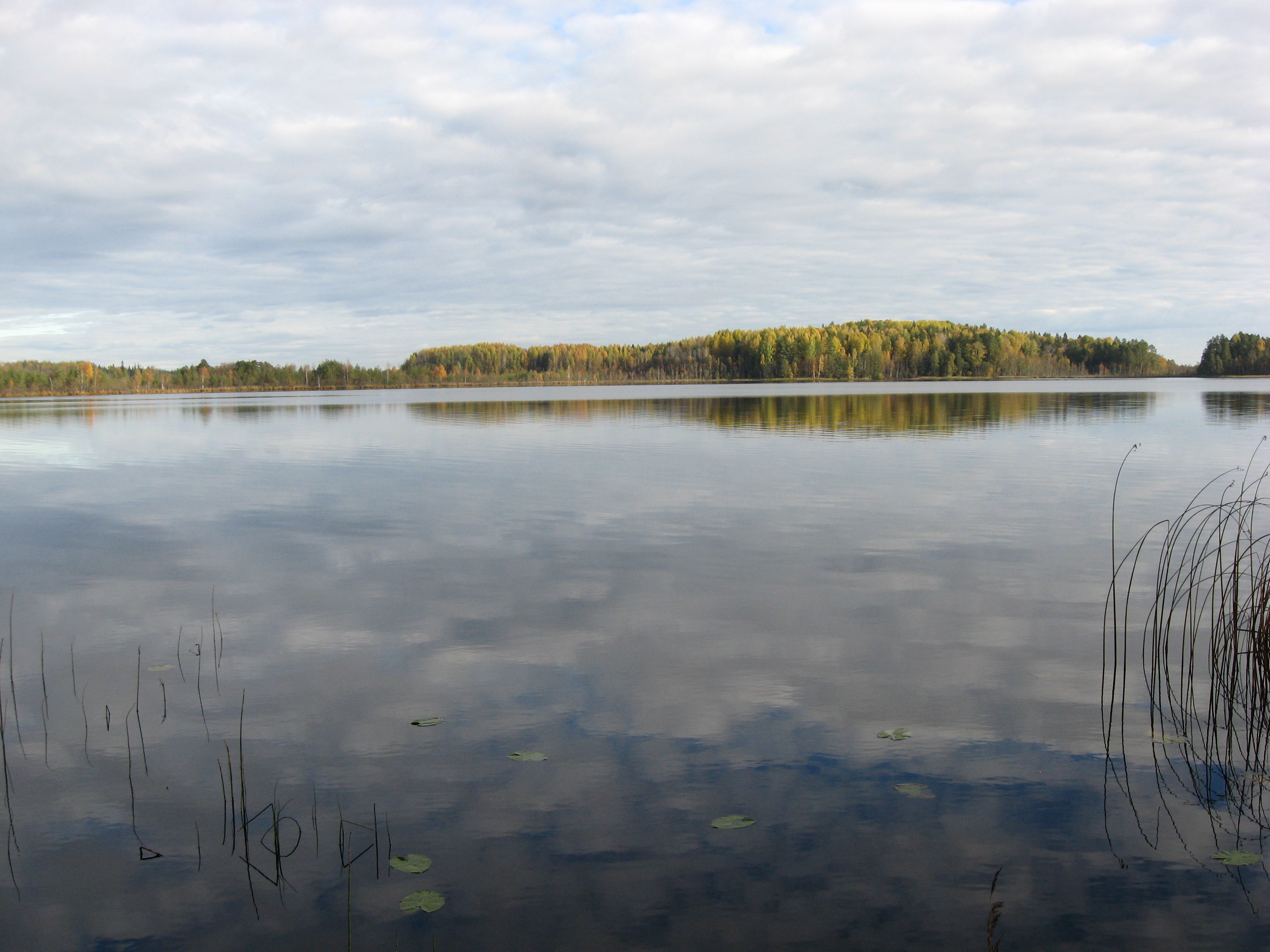

沃羅諾夫斯科耶湖（俄语：Вороновское），是俄羅斯的湖泊，位於該國西北部，由普斯科夫州負責管轄，處於普柳薩區，面積0.58平方公里，集水區面積33.5平方公里，平均水深1.5米，最大水深4米。